# Prowincja Chiang Rai
Chiang Rai (เชียงราย) – najdalej na północ wysunięta prowincja Tajlandii, granicząca z prowincjami Phayao, Lampang i Chiang Mai oraz Mjanmą i Laosem. Siedzibą władz prowincji jest miasto Chiang Rai. W prowincji znajduje się międzynarodowy port lotniczy (Mae Fah Luang-Chiang Rai Airport), leżący 8 km na północny wschód od miasta Chiang Rai. Jedną z najpopularniejszych atrakcji turystycznych prowincji Chiang Rai jest świątynia Wat Rong Khun, nazywana „Białą Świątynią”.

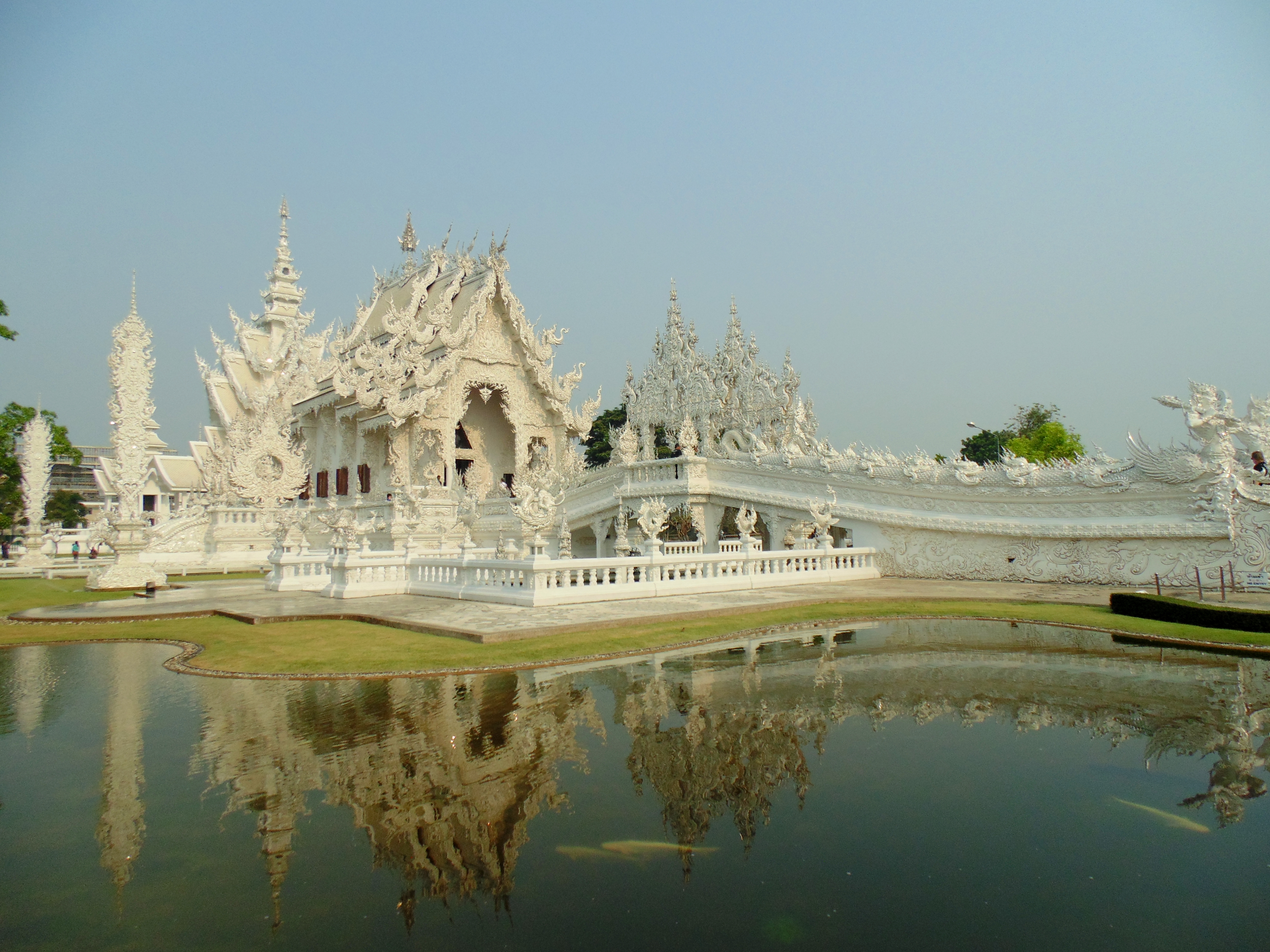
Wat Rong Khun, „Biała Świątynia”
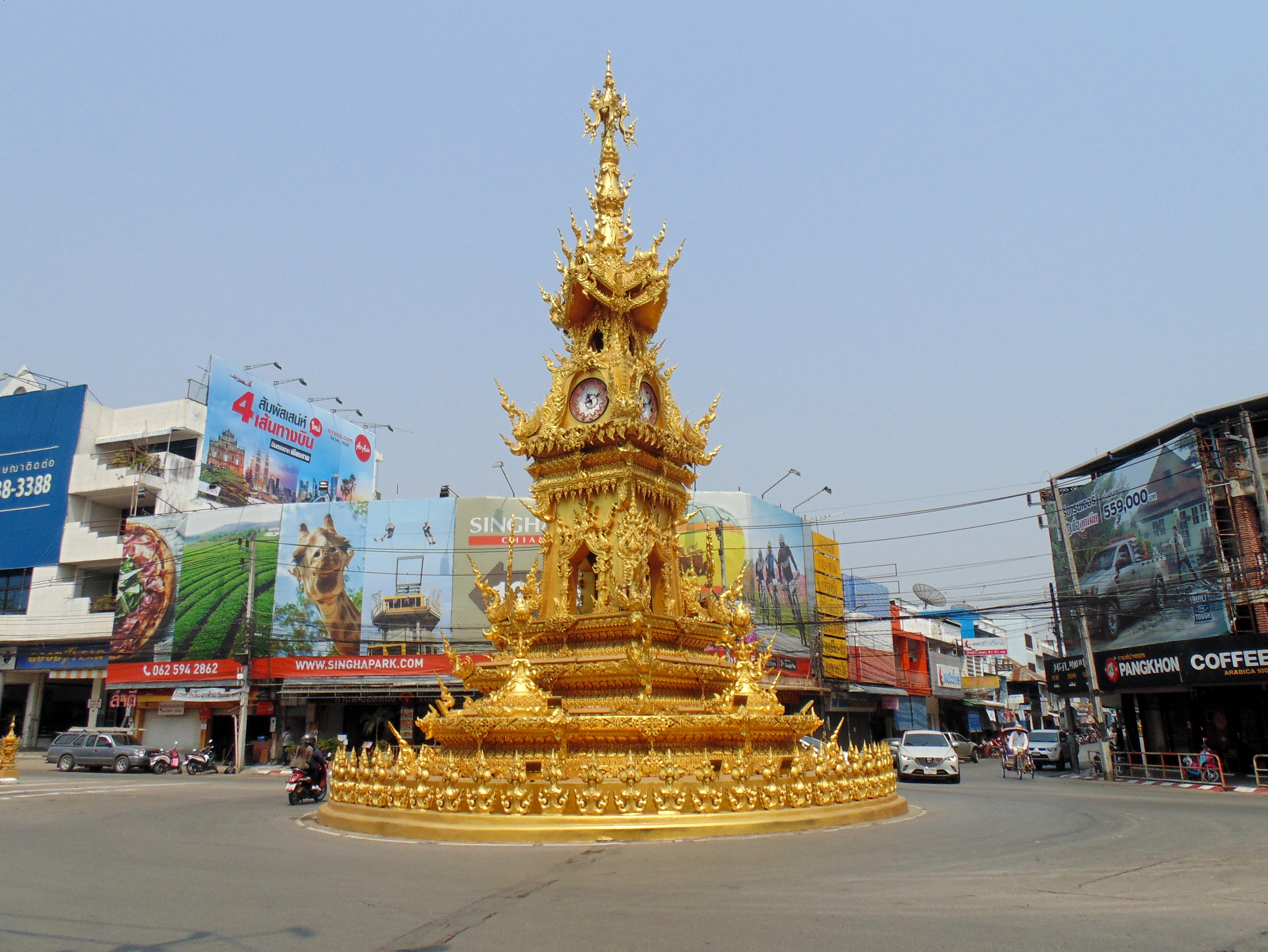
Wieża Zegarowa w Chiang Rai
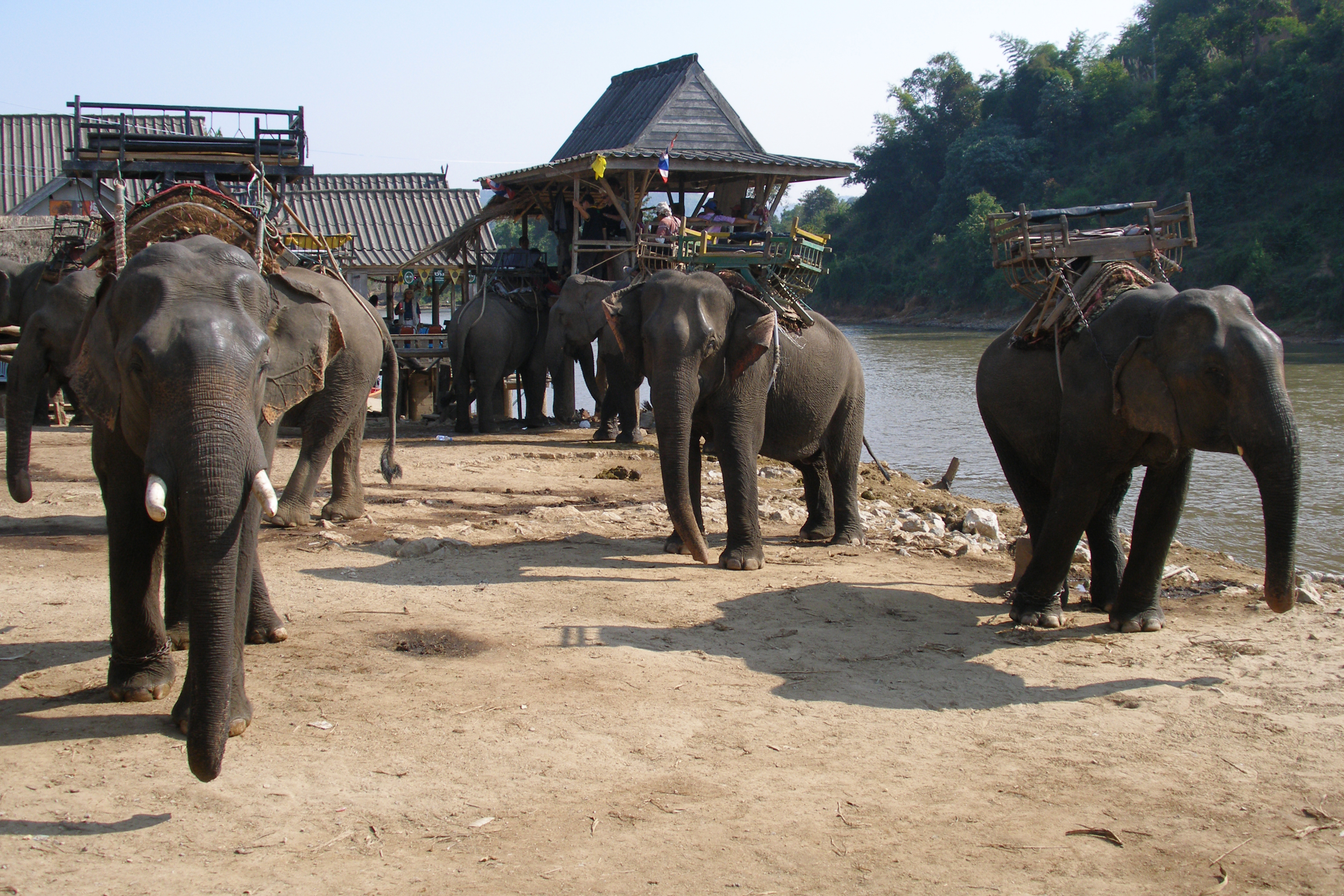
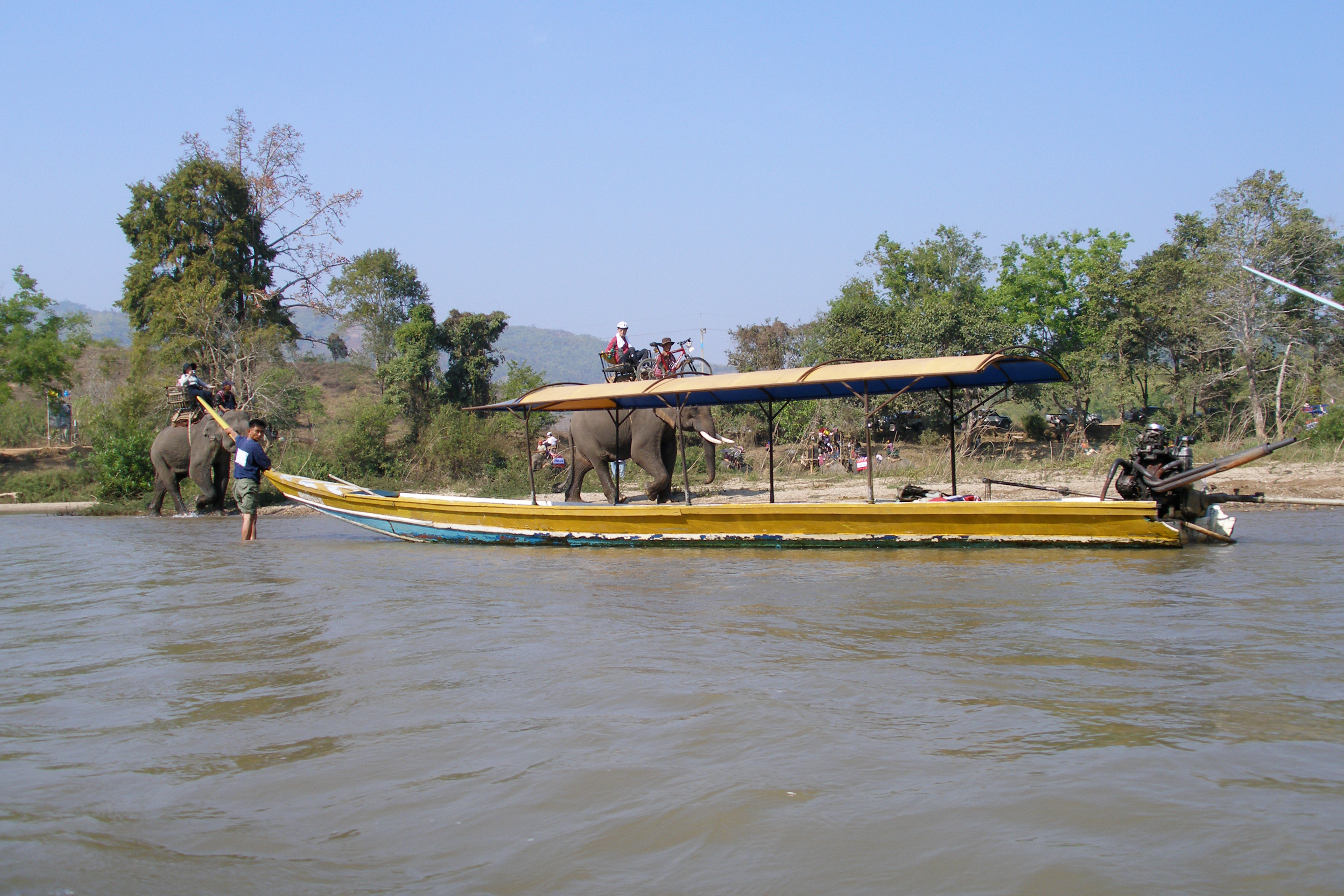
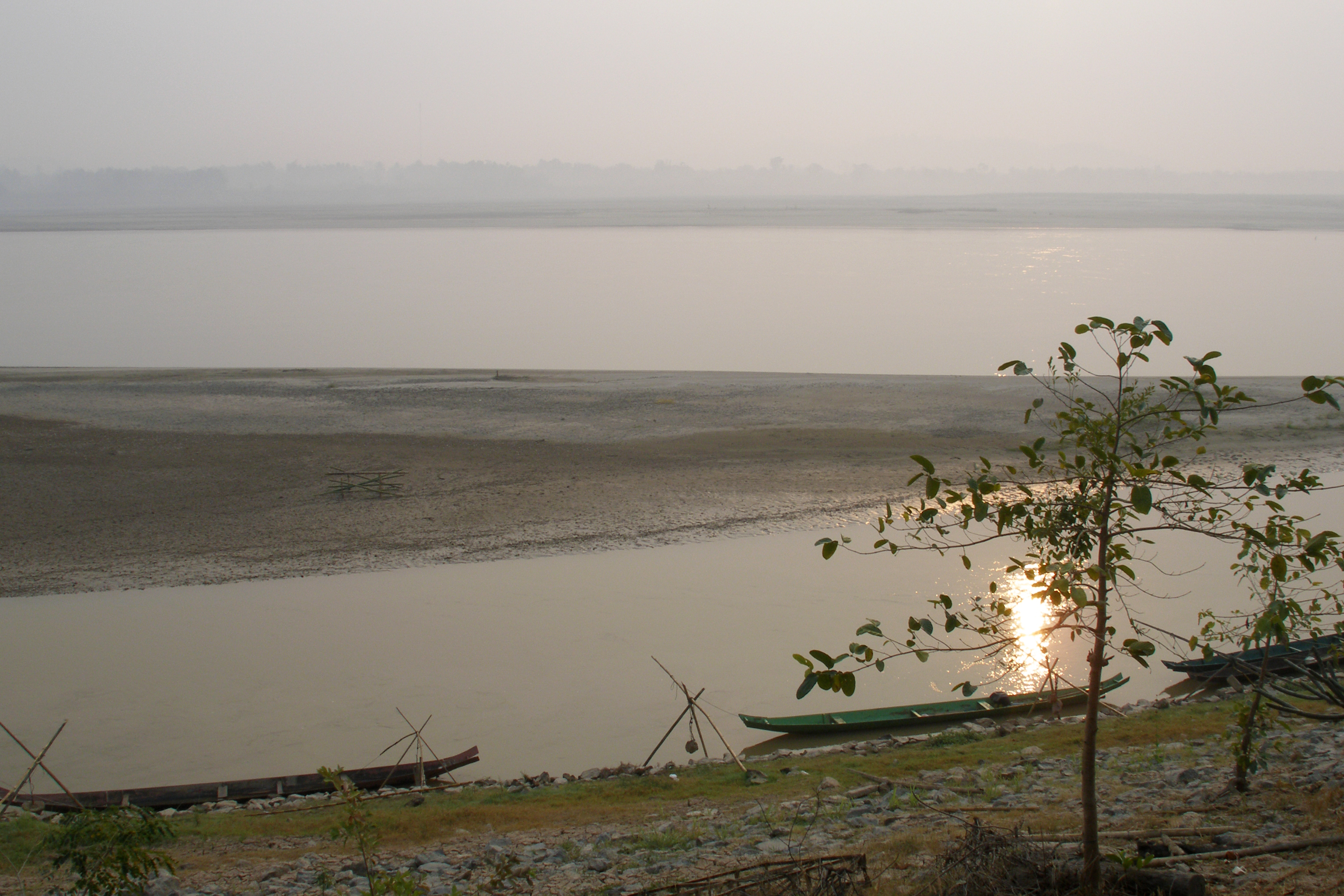